# 佐井村

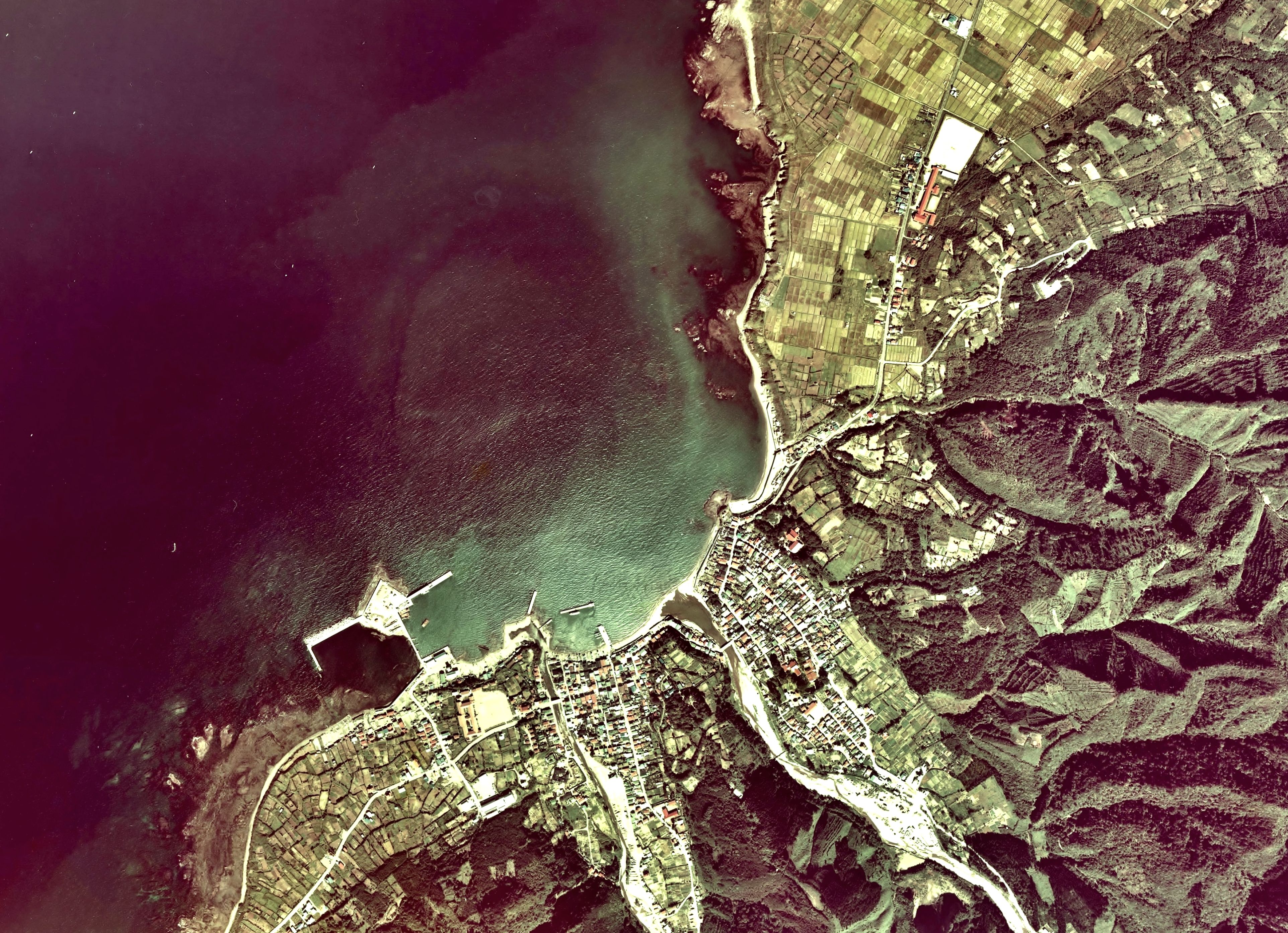
村役場のある佐井地区周辺の空中写真。1975年撮影の2枚を合成作成。
。

佐井村（さいむら）は、青森県下北半島の西側にある村。むつ市などとともに下北地域に属する。下北半島をまさかりに見立てると、刃の部分にあたる。

## 概要
津軽海峡に面しており、晴れた日には対岸の北海道を見渡せる。村面積の多くを恐山山地を構成する山地にて占め、海岸線沿いの平地部分に集落が存在する。冬季には津軽海峡よりの風が強く吹き付ける。山間部は深雪となるが、平野部は強風によりあまり積もることはない。

## 地理
青森県下北半島の西岸に位置する。行政区域は東経140度16分 - 140度57分、北緯41度12分 - 41度28分で、南北に細長い形状を成す。恐山山地を構成する600mから800m級の山々に周囲を囲まれ、集落は海岸線に沿って8集落（北から原田、古佐井、大佐井、矢越、磯谷、長後、福浦、牛滝）が、山間部に1集落（川目）が点在する。佐井地区（大佐井、古佐井地区）に人口の6割近くが集中する。
- 山: 荒沢山 (672m)、大作山 (776m)、縫道石山 (626m)、アンド山 (646m)
- 河川: 大佐井川、古佐井川

### 人口
平成27年国勢調査より前回調査からの人口増減をみると、11.31％減の2,148人であり、増減率は県下40市町村中30位。
| |                                        |  |
| 佐井村と全国の年齢別人口分布（2005年） | 佐井村の年齢・男女別人口分布（2005年） |  |
| ■紫色 ― 佐井村 ■緑色 ― 日本全国 | ■青色 ― 男性 ■赤色 ― 女性              |  |
| 佐井村（に相当する地域）の人口の推移 \| 1970年（昭和45年） \| 4,622人 \| \| \| 1975年（昭和50年） \| 4,462人 \| \| \| 1980年（昭和55年） \| 4,174人 \| \| \| 1985年（昭和60年） \| 3,634人 \| \| \| 1990年（平成2年） \| 3,348人 \| \| \| 1995年（平成7年） \| 3,173人 \| \| \| 2000年（平成12年） \| 3,010人 \| \| \| 2005年（平成17年） \| 2,843人 \| \| \| 2010年（平成22年） \| 2,422人 \| \| \| 2015年（平成27年） \| 2,148人 \| \| \| 2020年（令和2年） \| 1,788人 \| \| |                                        |  |
| 総務省統計局 国勢調査より |                                        |  |
| 1970年（昭和45年） | 4,622人                                |  |
| 1975年（昭和50年） | 4,462人                                |  |
| 1980年（昭和55年） | 4,174人                                |  |
| 1985年（昭和60年） | 3,634人                                |  |
| 1990年（平成2年） | 3,348人                                |  |
| 1995年（平成7年） | 3,173人                                |  |
| 2000年（平成12年） | 3,010人                                |  |
| 2005年（平成17年） | 2,843人                                |  |
| 2010年（平成22年） | 2,422人                                |  |
| 2015年（平成27年） | 2,148人                                |  |
| 2020年（令和2年） | 1,788人                                |  |

## 歴史
古くより蝦夷の定住集落が存在していたとみられている。江戸時代には南部藩領となり、ヒバの産地および積出し港として、また、蝦夷地への渡船港として栄える。享和3年、江戸幕府はこの佐井 - 函館（箱館）航路を海峡航路のメインルートと定めている。

### 年表
- 1889年（明治22年）4月1日 - 町村制の施行により、下北郡佐井村及び長後村を廃し、その区域をもって下北郡佐井村を設置する。
- 1985年 - 佐井村行政改革大綱策定
- 2002年（平成14年）11月30日 - ごみ焼却場閉鎖
- 2003年（平成15年）2月28日 - 不燃物埋立最終処分場閉鎖[5]
- 2005年（平成17年）6月20日 - 大間町、風間浦村と共に、「北通り三町村合併協議会」を設置。7月15日、第1回協議会を開催
- 2006年（平成18年）
- 1月1日 - 下北汽船の佐井-青森間を結ぶ離島航路をシィラインに譲渡する。
  - 3月 - 「佐井村集中改革プラン」を策定
  - 4月1日 - 原田小学校、磯谷小学校、長後小学校を佐井小学校に、磯谷中学校、長後中学校を佐井中学校に統合
- 2007年（平成19年）
  - 4月27日 - 「三上剛太郎生家」の看板除幕式を開催
  - 6月15日 - 「佐井村むらづくり基本条例」、村議会で可決成立。7月1日施行[6]
- 2019年（平成31年）3月31日 - 児童・生徒の減少により、福浦小学校、福浦中学校は閉校し、佐井小学校・佐井中学校へ統合。

## 行政
- 村長：太田直樹（2022年4月27日～）
- 村議会：議員定数8名[7]（無所属8名）

### 歴代村長
特記なき場合『2019年版佐井村勢要覧』による。
| 代               | 氏名             | 就任             | 退任             | 備考             |
| 佐井村長（官選） | 佐井村長（官選） | 佐井村長（官選） | 佐井村長（官選） | 佐井村長（官選） |
| ---------------- | ---------------- | ---------------- | ---------------- | ---------------- |
| 1                | 太田長太郎       | 明治22年6月      |                  |                  |
| 2                | 木村重功         | 明治22年8月      |                  |                  |
| 3                | 小島留彦         | 明治23年5月      |                  |                  |
| 4                | 松谷賢治         | 大正7年4月       |                  |                  |
| 5                | 大野精輔         | 大正8年8月       |                  |                  |
| 6                | 大島渉           | 大正12年12月     |                  |                  |
| 7                | 川村常作         | 昭和10年11月     |                  |                  |
| 8                | 松谷彰次         | 昭和14年12月     |                  |                  |
| 佐井村長（公選） |                  |                  |                  |                  |
| 9                | 伊藤忠次郎       | 昭和22年10月     |                  |                  |
| 10               | 渡辺幸定         | 昭和30年5月      |                  |                  |
| 11               | 松谷清治         | 昭和46年4月      |                  |                  |
| 12               | 石澤多佳樹       | 昭和58年1月      |                  |                  |
| 13               | 東出昇           | 昭和61年12月     |                  |                  |
| 14               | 石澤多佳樹       | 平成2年12月      |                  |                  |
| 15               | 東出昇           | 平成6年12月      |                  |                  |
| 16               | 太田健一         | 平成13年4月      |                  |                  |
| 17               | 樋口秀視         | 平成26年4月      |                  |                  |
| 18               | 太田直樹         | 令和4年4月       | 現職             |                  |

## 経済

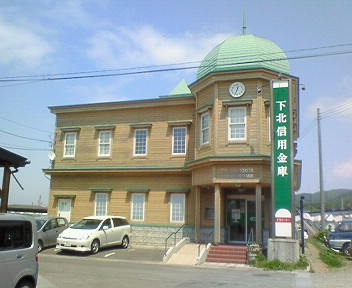
かつて存在した、レトロ風な建物が特徴の青い森信用金庫佐井支店（2010年11月閉店、撮影当時は下北信用金庫）

### 産業
- 林業：村面積の9割近くを山林が占める。また、その9割近くが国有林指定を受けている。
- 観光：毎年20万人以上が訪れる。主要観光地として仏ヶ浦が挙げられる。

#### 漁業
主要海産物としてイカナゴ、コンブ、タコ他
- 原田漁港
- 佐井漁港
- 矢越漁港

- 磯谷漁港
- 長後漁港
- 福浦漁港
- 牛滝漁港

### 郵便
- 佐井郵便局（集配局） (84032)
- 牛滝簡易郵便局 (84709)
- 長後簡易郵便局 (84791)

## 姉妹都市・提携都市

### 国内
- 函館市（北海道）
  - 1975年（昭和50年）3月25日 - 旧茅部郡南茅部町と友好都市提携

## 地域

### 所轄警察署
大間警察署
- 佐井駐在所

### 所轄消防署
下北地域広域行政事務組合大間消防署
- 佐井消防分署

### 教育
2006年（平成18年）4月1日、原田小学校、磯谷小学校、長後小学校は佐井小学校に、磯谷中学校、長後中学校は佐井中学校に、それぞれ再編された。

#### 小学校
- 佐井村立佐井小学校

※以下は廃校。
- 佐井村立佐井小学校矢越分校（1974年・佐井小学校へ統合）
- 佐井村立佐井小学校川目分校（同上）
- 佐井村立原田小学校（2006年・佐井小学校へ統合）
- 佐井村立磯谷小学校（同上）
- 佐井村立長後小学校（同上）

#### 中学校
- 佐井村立佐井中学校

※以下は廃校。
- 佐井村立磯谷中学校（2006年・佐井中学校へ統合）
- 佐井村立長後中学校（同上）

#### 小中併設校
- 佐井村立牛滝小中学校（本州最後のへき地5級校。平成20年度以降はへき地4級校となっている、小学校は2019年4月から2023年3月まで、中学校は2021年4月から、それぞれ休校。）

※以下は廃校。
- 佐井村立福浦小中学校 - （2019年・小中それぞれ佐井小学校・佐井中学校へ統合）

## 社会施設

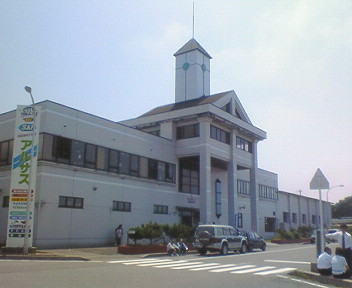
津軽海峡文化館「アルサス」

- 津軽海峡文化館アルサス
- 歌舞伎の館
- 佐井村農業研修センター

## 交通

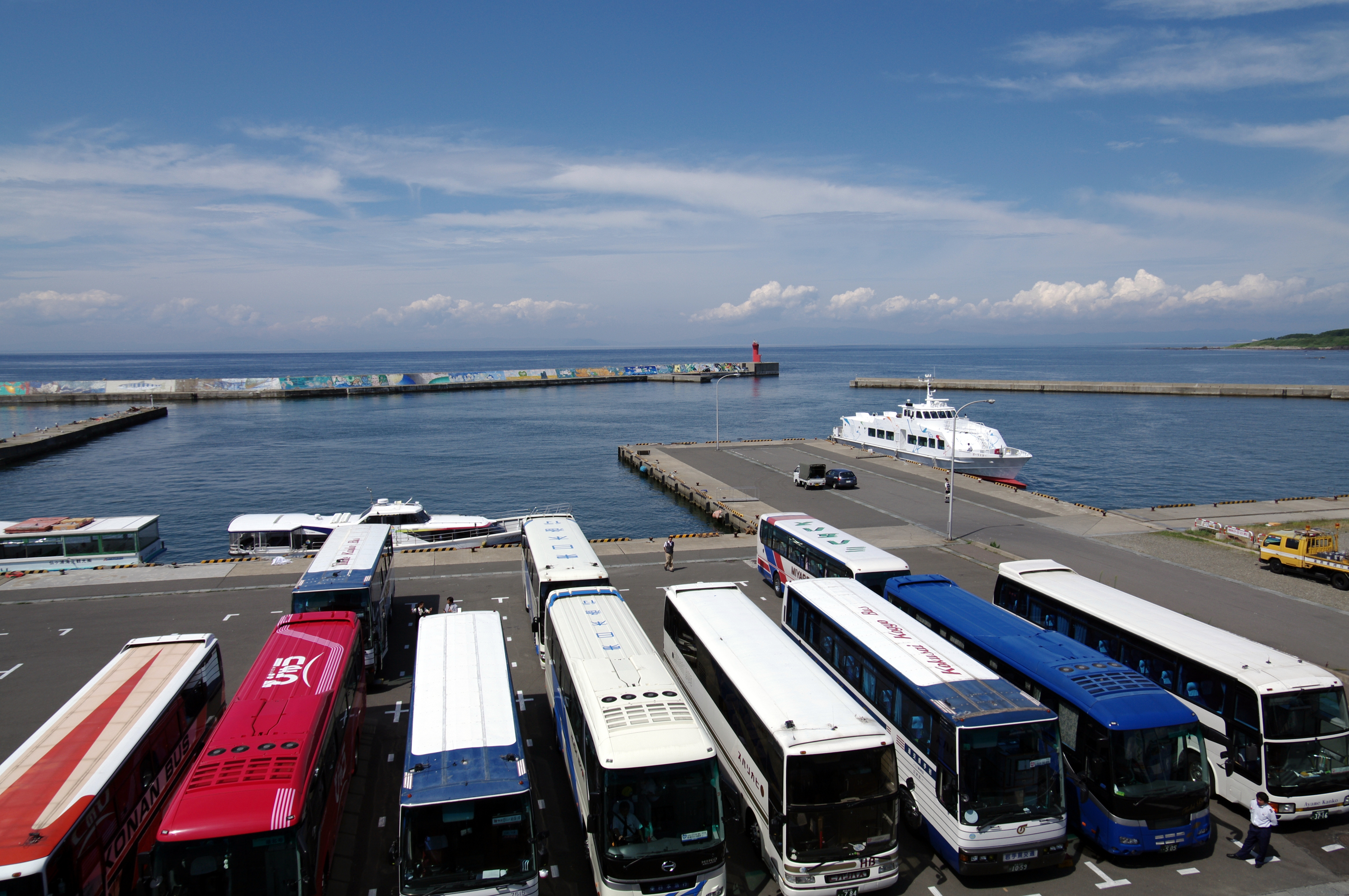
佐井港

### 鉄道
村内を鉄道路線は走っていない。最寄り駅は、JR東日本大湊線下北駅。
未成線を含めるならば大間線大間駅がある。ただし1943年（昭和18年）12月に鉄道建設審議会から戦時中の資材不足を理由として工事の中止の指示が下る。戦後の1946年（昭和21年）、当時の村長が大間町長、風間浦村村長、函館市長代理（助役）らの連名で国に工事再開の陳情をした。また国鉄内部でも再開の構想があったとされているが、再開されることなく放置。その後も青函トンネル計画の東口ルートとして建設再開の構想があったものの、地質上適切ではないことが分かり、1968年（昭和43年）に西口ルートに決定してからは、予定線として記載されることもなくなった。外洋フェリー大間函館航路の接続道路で大間線の用地を道路に転用する案が有力になり、1969年（昭和44年）に青森県が購入、のちに国道279号に利用したために大間線の開通の可能性はなくなった。

### 路線バス
- 下北交通 - 村中心部以北の国道338号を通り、むつ市と佐井村を結ぶ（むつ市 - 風間浦村 - 大間町 - 佐井村）。
  - 下北駅 - むつ - 大畑駅 - 易国間 - 大間病院 - 大間崎 - フェリー乗場前 - 奥戸 - 佐井 - 佐井役場前 - 佐井車庫前
  - 佐井車庫前 → 磯谷 ※村中心部より南側に向かう路線であり夕方の佐井行き最終便に接続して1本運行される。大間高校休校日と土曜・日曜・祝日は運休。利用の際は確認のこと。
- 佐井村コミュニティバス
  - 大間病院ルート（大間病院前 - 佐井 - 佐井車庫前 - 矢越 - 磯谷 - 長後 - 福浦）
  - 川目アルサスルート（川目 - 診療所前 - アルサス）
  - 川内病院ルート（牛滝 - 川内病院）
    - 　コミュニティバスは、全て土日・祝日は運休。また、大間病院ルートの　福浦へは火曜日のみ運行。

### 道路
- 一般国道：国道338号
- 県道
  - 主要地方道：青森県道46号川内佐井線（通称：かもしかライン）
  - 一般県道：青森県道253号長後川内線、青森県道284号薬研佐井線

### 船舶
- シィライン（離島航路）:青森港 - 脇野沢港 - 牛滝港 - 福浦港 - 佐井港(2023年3月31日廃止)

## 名所・旧跡・観光スポット・祭事・催事
- 下北半島国定公園：村内の海岸線の8割と山間部の一部が指定されている。
- 仏ヶ浦：国の名勝および天然記念物に指定されている（指定名称は「仏宇多」）。約2kmに渡る海岸線沿いに仏像を思わせる白緑色の奇岩が連なる。定期観光遊覧船が就航している。
- 北限のサル生息地：国の天然記念物[14]（指定名称は「下北半島のサルおよびサル生息北限地」）
- 願掛岩 - 見ようによっては男女が抱き合っているように見える岩。古くより縁結びの岩として信仰の対象となっている[15]。
- 福浦 - にほんの里100選
- 福浦歌舞伎：明治20年頃に中村菊五郎夫妻により伝承。以来100年以上に亙って伝承されている。青森県無形民俗文化財指定[16]
- 木彫十一面観音立像（円空作）：県重宝指定、（長福寺）
- 箭根森八幡宮：1062年源頼義により勧請[17]
- 箭根森八幡宮例大祭 - 京都祇園祭の流れを汲む[18]。
- 矢越八幡宮祭典-「年間命日(年間の神事に関する行事)」の1つで「お盆祭り」と位置付けられている。
- 縫道石山・縫道石：特殊植物群落が国の天然記念物[19]
- 三上剛太郎生家：看板は三村申吾（日本赤十字社青森県支部長、青森県知事）が揮毫[20]。
- 佐井村海峡ミュウジアム〔大佐井〕[21]
- 牛滝まだぁ～る
- 佐井村がんかけ公園/がんかけ公園キャンプ場[22]

## 出身・ゆかりのある有名人
- 三上剛太郎（1869年-1964年）（医師）：日露戦争開戦時に軍医として満州に従軍。救護所にて負傷兵の治療にあたっていた際にロシア兵に囲まれるも、手製の赤十字旗を掲げ負傷兵を救う。この時に作られた手製の赤十字旗は、赤十字国際博覧会において赤十字の生きた証として評価される。退役後帰村して、へき地医療に従事する。
- 若山弦蔵 ： 声優。旧樺太生まれ、両親が佐井村出身

## イメージキャラクター
- 雲丹